# 海伯格群島
海伯格群島是俄羅斯的群島，位於西伯利亞和北地群島之間的喀拉海，由4個島嶼組成，行政方面由克拉斯諾亞爾斯克邊疆區負責管轄，島上無人居住。是海鸥繁殖地，总面积为12.4平方公里。
77°40′N 101°27′E / 77.667°N 101.450°E